# Nomina
Una nomina (dal verbo latino nominare, 'dare un nome, citare, eleggere', derivato da nomen, 'nome'), in diritto, è un atto giuridico con il quale un soggetto di diritto che ne abbia il potere assegna una persona ad un ufficio quale titolare o addetto.
Ove provenga da un organo collegiale, corpo elettorale o altra collettività, mediante votazione, prende il nome di elezione; nel caso il collegio sia chiamato a scegliere i suoi stessi membri, si parla di cooptazione.

## Descrizione
L'atto di nomina può essere, secondo i casi, un provvedimento di diritto pubblico o, come nel caso di  associazioni, società e altri enti di diritto privato, un negozio giuridico di diritto privato.
Può essere anche stabilito che la nomina sia fatta su designazione di un altro soggetto: in tal caso, quest'ultimo indica una persona o un certo numero (una rosa) di persone, tra le quali deve essere individuato il nominato. La designazione può essere vincolante oppure può essere lasciata al soggetto che effettua la nomina la facoltà di discostarsi dai nomi proposti o chiedere che ne vengano proposti altri.
Si possono distinguere, nell'ambito della nomina, due momenti: la scelta della persona da assegnare all'ufficio (nomina-scelta) e l'assegnazione della stessa all'ufficio (nomina-investitura); la prima può essere separata dalla seconda, come avviene nel caso ora ricordato della designazione, ma anche quando la nomina deve cadere sulla persona individuata, ad esempio, in esito a un concorso o a un sorteggio; in tutti questi casi l'atto di nomina è vincolato ma rimane pur sempre, in capo al soggetto che lo emana, il potere di verificare la sussistenza di tutti i presupposti che condizionano l'emanazione (ad esempio, la validità del procedimento concorsuale).

## Limitazioni
Spesso ci sono norme che limitano le possibilità di scelta da parte soggetto investito del potere di nomina stabilendo per il nominato, ad esempio, determinati requisiti (di età, istruzione, esperienza, appartenenza a determinate categorie ecc.), condizioni d'incompatibilità (in virtù delle quali chi ha già la titolarità di alcuni uffici non può assumere quella di alcuni altri) o, nel caso la titolarità dell'ufficio abbia durata limitata nel tempo, il numero massimo di volte consecutive che può essere attribuita alla stessa persona.

## Revoca
In alcuni casi, al potere di nomina si accompagna quello di revoca, in virtù del quale si possono far cessare gli effetti della nomina precedentemente effettuata e, dunque, l'assegnazione del nominato all'ufficio, prima del termine altrimenti previsto.

## Tipologie particolari
Si preferisce parlare di nomina, anziché di elezione, quando la designazione ad un ufficio:
- è fatta da un ufficio superiore, ancorché collegiale; ad esempio, si parla di nomina, anziché di elezione, di un dirigente da parte del consiglio di amministrazione;
- è compiuta nell'esercizio di una funzione di garanzia, come avviene nel caso delle nomine parlamentari. Si ricorre infatti all'organo assembleare, diretta emanazione della sovranità popolare, per quei ruoli - anche amministrativi, o comunque di alta vigilanza sull'operato dell'Esecutivo (come è il caso delle Autorità) - nei quali si richiede un consenso più ampio della maggioranza di governo, trattandosi di ambiti che interferiscono con diritti costituzionali di tutti i cittadini.

### In Italia
Il termine viene utilizzato per indicare la compartecipazione del Parlamento italiano nel procedimento di nomina di alcune cariche di alta amministrazione, di competenza dell'Esecutivo, mediante il parere delle competenti commissioni parlamentari previsto dalla legge n. 14 del 1978. Tuttavia, il sistema non è riconosciuto efficace come quello vigente negli Stati Uniti, dove - partendo da una rigorosa separazione dei poteri, che evita ingerenze dovute al continuum governo-parlamento - il parlamento "riesce ad esercitare un severo sindacato sulle scelte presidenziali".
Inoltre, nella gestione del procedimento le Camere italiane per decenni hanno registrato una singolare informalità, dalla quale solo negli ultimi anni si cerca di distanziarsi mediante la proposta di preventivi depositi di curriculum: come per "l'elezione del Capo dello stato, o dei membri laici del Consiglio Superiore della Magistratura, anche per i giudici costituzionali non si hanno candidature formalizzate e su di esse è precluso qualsiasi dibattito in aula. Le denunce che costellano le scelte parlamentari sin dagli anni Ottanta – ad opera soprattutto del Partito radicale e del Movimento sociale italiano, forze escluse dalla convenzione – indicano peraltro quanto si può facilmente intuire: le candidature vengono definite dalle segreterie, o comunque dagli apparati, di partito..
Il ruolo svolto dalle «oligarchie» nella selezione dei candidati alle cariche pubbliche, anche quando formalmente operate con un voto parlamentare, è stato più volte stigmatizzato. Eppure per Leopoldo Elia, a trent'anni dalla creazione dei meccanismi di compartecipazione parlamentare nelle nomine di cui alla legge n. 14/1978, restava il fatto che "pur sempre che essi tendono in misura notevolissima ad accrescere le possibilità d’esercizio dei poteri di indirizzo o di controllo attribuiti ai due rami del Parlamento. Né si possono trascurare leggi successive, come quella che ha consentito alle commissioni competenti di avere aperitio oris a proposito di nomine nel settore pubblico dell’economia".